# Теофило Куркуас
Теофил Куркуас ( грч. Θεόφιλος Κουρκούας  , фл. ца. 920–960) је био истакнути византијски генерал у 10. веку. Био је и деда византијског цара Јована I Цимискија (р. 969–976).

## Биографија
Теофил је био потомак породице Куркуас, породице јерменског порекла која је постала једна од главних породица међу анадолском војном аристократијом почетком 10. века.   Његов отац се вероватно звао Роман, а он је вероватно био унук Јована Куркуаса Старијег, који је служио као командант Хиканатои пука и ковао заверу против цара Василија I (р. 867–886) 870-их.   Теофило се вероватно може поистоветити са особом која се у савременим арапским и јерменским изворима помиње као аш-Шамишак или Цх'мшшик, што указује да је већ носио презиме или назив Цимискије, којем је познат његов унук, цар Јован I Цимискије (р. 969–976).   Иако византијски извори инсистирају да је ово презиме дато искључиво каснијем цару, и да потиче од јерменске речи за врсту малих црвенкастих сандала које су носиле жене на Истоку,  можда потиче од реке и истоименог града Чимихгезека у јужном делу теме Месопотамије, где је вероватно Теофил био активан, можда као локални стратег (војни гувернер). 
Теофил је био млађи брат прослављеног генерала Јована Куркуаса, кога је цар Роман I Лакапин (р. 920–944) именовао за доместика схола (тј. врховног команданта царских војски) око 923. године и служио је на овој дужности 22 године године.  Теофил се први пут помиње 923. године, када је заједно са својим братом угушио побуну халдијског стратега Варде Боиле. Он је наследио пораженог побуњеника на месту гувернера ове стратешки важне покрајине до 940.   Од 927. па надаље, када је Јован Куркуас покренуо континуиране кампање против суседних муслиманских пограничних емирата, Теофил му је помагао, посебно у правцу Јерменије, и појавио се као братов главни помоћник и поручник.   Историја Теофана Настављача хвали његову изврсност и храброст, упоређујући његове подвиге у Горњој Месопотамији са достигнућима војсковође Јустинијана I, Соломона . 
Према Де администрандо империо, Теофил је из Халдије извршио нападе на област Фазијана, односно источне делове емирата Каликала или Теодосиопољ (савремени Ерзурум). У непознатом тренутку обезбедио је и потчињавање емирата Авника, чији је владар био дужан да свог сина пошаље као таоца у Цариград . 
Теодосиопољ је коначно пао у септембру 949. године, после седам месеци опсаде.   Теофил је именован стратегом нове теме Теодосиопоља, и обављао је ту функцију најмање до 952.  Његова судбина након тога није позната до детаља, осим што се код Теофана Настављача кратко помиње да је он имао чин магистра и место Зповедника војски под царем Нићифором II Фоком (р. 963–969), могуће као почасно именовање; према Лизи Андриоло, међутим, ово је погрешно тумачење текста, које се заправо односи на Јована Цимискија.  
Теофилов неименовани син оженио се сестром цара Нићифора II Фоке.   Пар је вероватно имао неколико деце,  али њихов једини познати син је цар Јован I Цимискије, који је збацио и убио свог ујака 969. године, владајући као старији цар до своје смрти 976. 